# Guardonats amb el Premi Nobel nascuts a Londres
| ANY  | NOM                                                                     | CATEGORIA             |
| ---- | ----------------------------------------------------------------------- | --------------------- |
| 1932 | Charles Scott Sherrington (1857-1952) Edgar Douglas Adrian (1889- 1977) | Medicina o Fisiologia |
| 1936 | Henry Hallet Dale (1875-1968)                                           | Medicina o Fisiologia |
| 1937 | Robert Cecil of Chelwood (1864-1958)                                    | Pau                   |
| 1948 | Patrick Maynard Stuart Blackett (1897-1974)                             | Física                |
| 1952 | Archer John Porter Martin (1910-2002)                                   | Química               |
| 1956 | William Shockley (1910-1989)                                            | Física                |
| 1956 | Cyril Norman Hinshelwood (1897-1967)                                    | Química               |
| 1959 | Philip Noel-Baker (1889-1982)                                           | Pau                   |
| 1963 | Andrew Huxley (1917-2012)                                               | Medicina o Fisiologia |
| 1973 | Patrick White (1912-1990)                                               | Literatura            |
| 1979 | Herbert Charles Brown (1912-2004)                                       | Química               |
| 1984 | Richard Stone (1913-1991)                                               | Economia              |
| 2001 | Paul Nurse (1949-)                                                      | Medicina o Fisiologia |
| 2003 | Peter Mansfield (1933-)                                                 | Medicina o Fisiologia |
| 2003 | Anthony James Leggett (1938-)                                           | Física                |
| 2005 | Harold Pinter (1930-2008)                                               | Literatura            |
| 2009 | Jack W. Szostak (1952-)                                                 | Medicina o Fisiologia |
| 2016 | Oliver Hart (1948-)                                                     | Economia              |